# 阿爾米拉鎮區 (密歇根州)
阿爾米拉鎮區（英語：Almira Township）是位於美國密歇根州本西縣的一個行政鎮區。

## 地方資料
阿爾米拉鎮區的面積為93.30平方千米，當中陸地面積為87.40平方千米，而水域面積為5.90平方千米。根據2020年美國人口普查的數據，當地共有人口3873人，而人口密度為每平方千米41.51人。